# Pfarrkirche Arbesbach

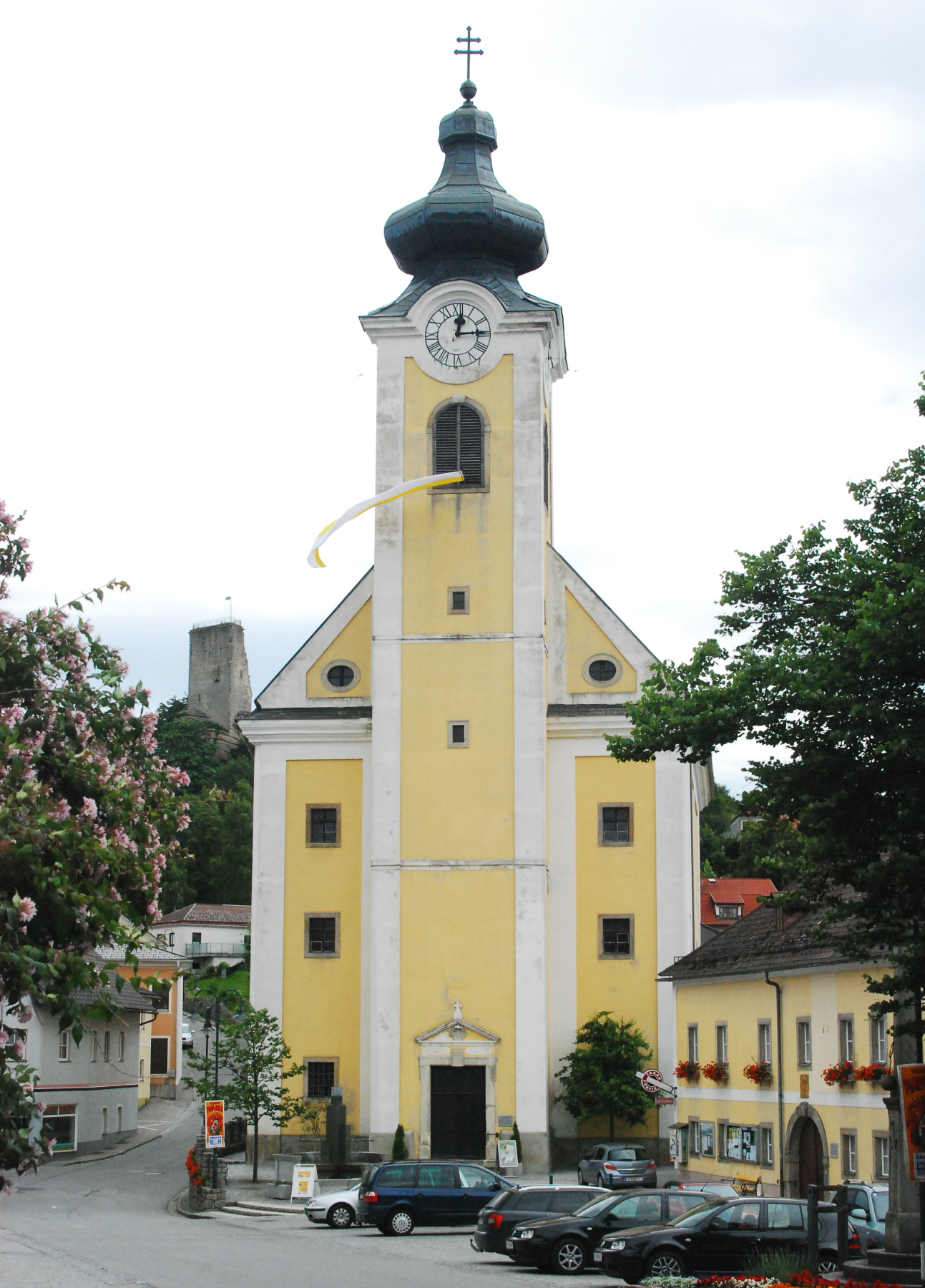
Katholische Pfarrkirche hl. Ägidius in Arbesbach

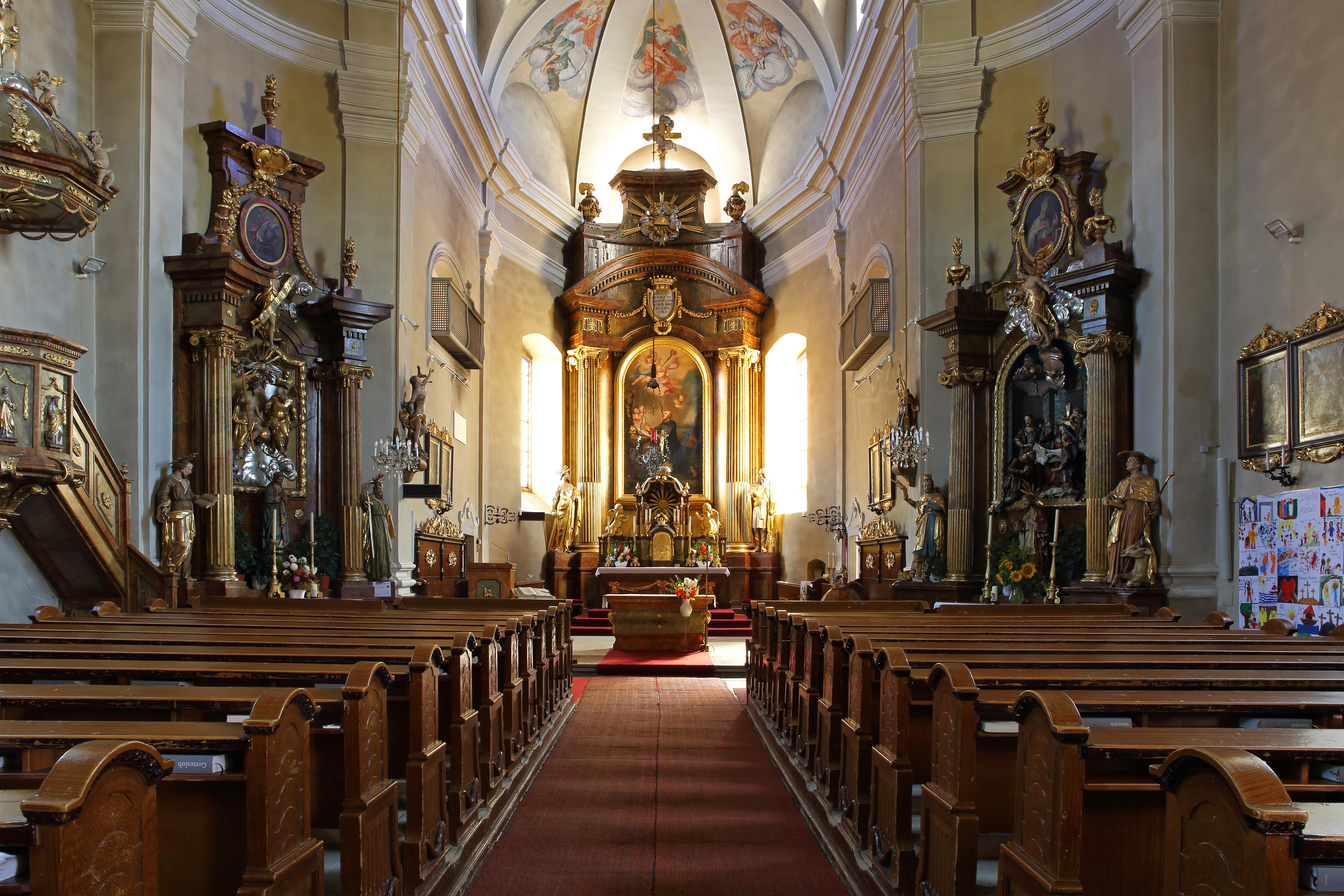
Im Langhaus zum Chor

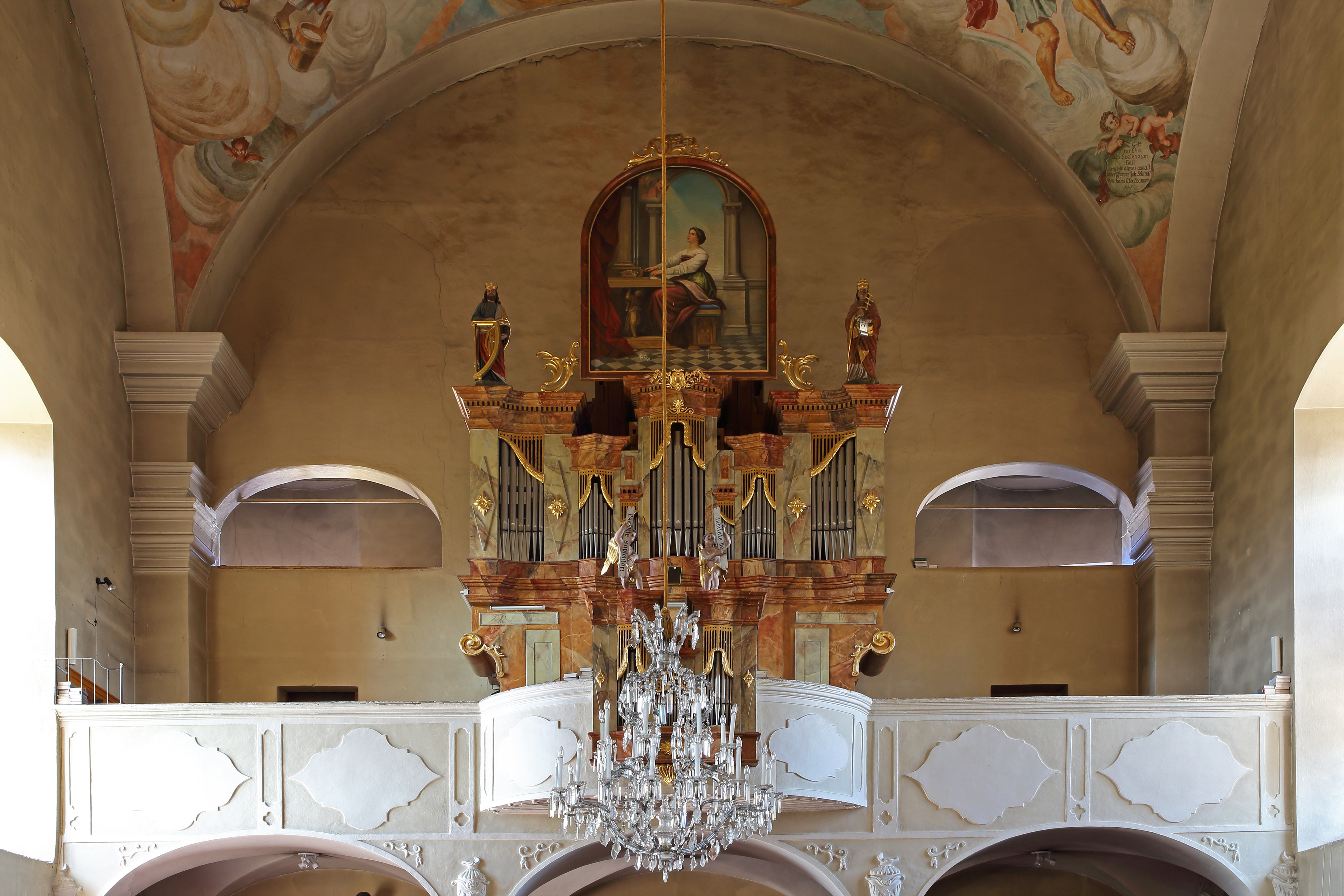
Die Orgel auf der Empore

Die römisch-katholische Pfarrkirche Arbesbach steht in der Marktgemeinde Arbesbach im Bezirk Zwettl in Niederösterreich. Die dem heiligen Ägydius geweihte Pfarrkirche gehört zum Dekanat Zwettl der Diözese St. Pölten. Die Kirche steht unter Denkmalschutz.

## Geschichte
Die Pfarre wurde von den Kuenringern um 1200 gegründet. Zum Zeitpunkt der ersten urkundlichen Erwähnung der Pfarre Arbesbach im Jahr 1246 bestand diese bereits. Zwischen 1567 und ungefähr 1630 wurden von den Herren von Starhemberg und deren Nachfolgern protestantische Prediger eingestellt. Als Folge der Gegenreformation war Arbesbach ab 1670 wieder katholisch. 
Nach einem Brand, der 1756 neben großen Teilen von Arbesbach auch die Kirche und den Pfarrhof zerstörte, wurde die Kirche mit Genehmigung des Passauer Konsistoriums und mit Unterstützung von Graf Leopold von Dietrichstein in seiner Funktion als Patronatsherr wieder aufgebaut. Finanziert wurde der Bau aus dem Vermögen der damaligen Filialkirche Altmelon. 
Zwischen 1761 und 1772 wurde die spätbarocke Hallenkirche über der alten Kirche errichtet. Als Baumeister wurde Georg Rueff aus Hollabrunn eingestellt. Das Gewölbe des Kirchenschiffs und den Kirchturm errichtete Kaspar Bauernschmid. Für die Steinmetzarbeiten war Adam Neylreich aus Zwettl verantwortlich und für den Dachstuhl Johann Georg Dreyhan aus Marchegg. Um den Neubau, der größer als die alte Kirche war, errichten zu können, mussten unter anderem ein Wohnhaus abgebrochen werden, die Schule neu gebaut und die Friedhofsmauer verlegt werden.
Die Kirche wurde am 17. Mai 1796 durch Bischof Sigismund Anton von Hohenwart geweiht. 
Das Patronatsrecht über die Pfarre Arbesbach übten als Herrschaftsbesitzer unter anderem die Familien der 
- Dachsberger (1348–1423)
- Starhemberger (1423–1600) und der
- Dietrichsteiner (1674–1848) aus.

Zwar wurde 1848 die Grundherrschaft aufgelöst, doch übernahm ab 1878 die Familie Altzinger als Inhaberin des privatrechtlichen Forstguts Arbesbach mit einem 
- Mitspracherecht in baulichen und finanziellen Angelegenheiten, mit der
- Mitsorge für die finanzielle Gebarung und dem
- Mitspracherecht bei der Neubesetzung der Pfarre

Teile der ursprünglichen Verfügungsgewalt über die Pfarre. Erst 1998 wurden diese Patronatsrechte aufgegeben.

## Architektur
Die Pfarrkirche ist ein streng symmetrisches spätbarockes Bauwerk aus Bruchsteinen und Ziegeln mit einem an der Westseite vorgebauten Turm mit Zwiebelhelm.
Das Kircheninnere ist ein einschiffiger und hoher Barocksaal mit zwei Platzlgewölben und einem schmäleren rechteckigen, an drei Seiten abgeschlossenen Chor von gleicher Höhe wie das Kirchenschiff.
Die Glasfenster stammen von Arthur Brusenbauch aus den Jahren 1932/1935. Die Orgel in einem barocken Gehäuse mit 16 Registern aus 1963 wurde von Johann Pirchner gebaut.